# Музей Вестерботтена

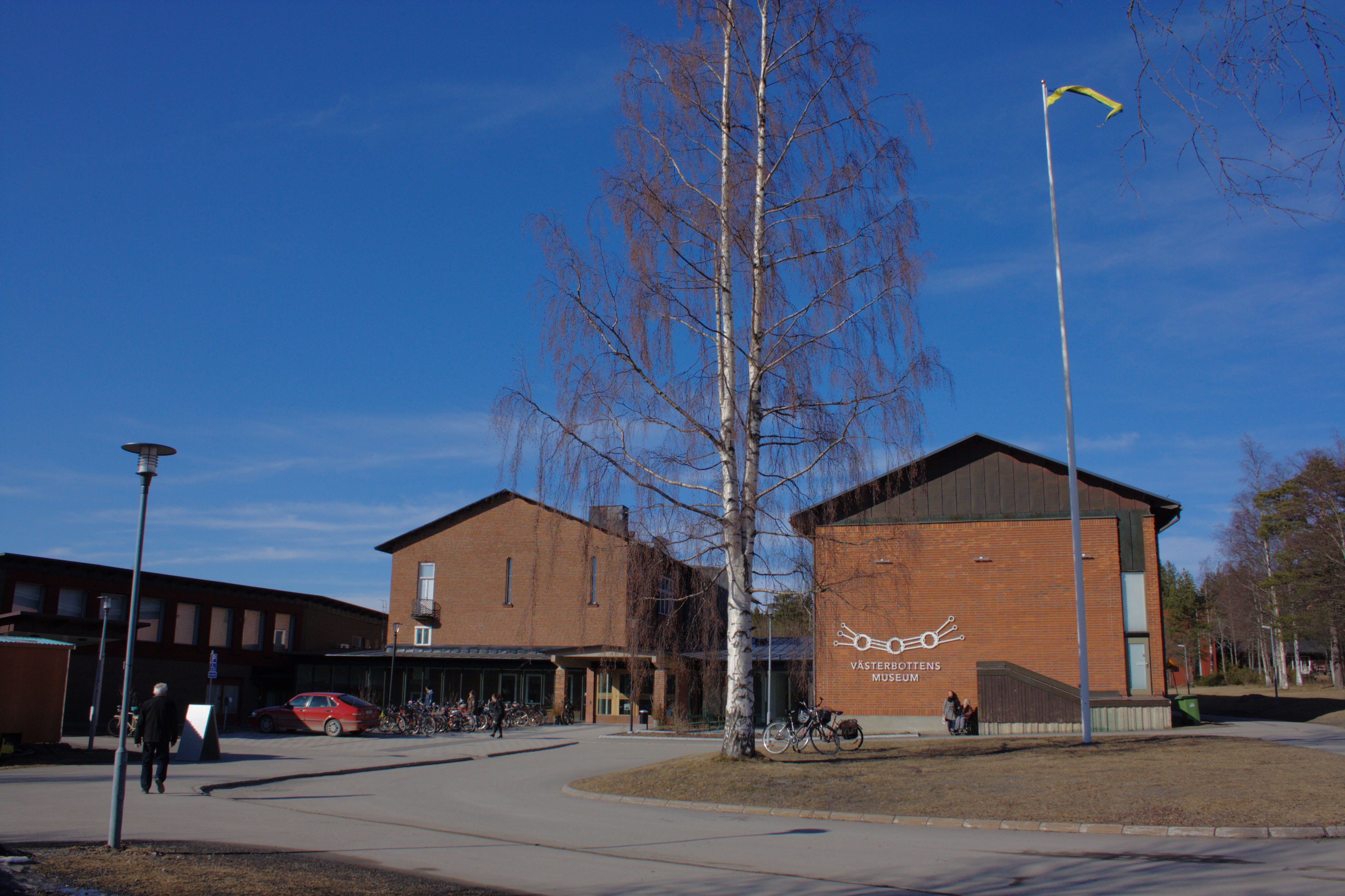
Главные здания музея.

Музей Вестерботтена — музей, расположенный в районе Гамла шведского города Умео, экспозиция которого посвящена культурной истории Вестерботтена. Частями этого музея являются музей под открытым небом Гамла, лыжная выставка (ранее Музей лыж Швеции), выставка рыбалки и моря (ранее Музей рыбалки и моря), архив народного движения провинции Вестерботтен и ряд лагерей саамов. Музей работает по всему Вестерботтену и сотрудничает с различными организациями, в первую очередь археологическими. Музей издает ежеквартальный журнал Västerbotten для Вестерботтенского провинциального объединения.
В 2009 году музей посетило 229 тысяч человек.

## Музей под открытым небом и лагеря саамов
Гамла — музей под открытым небом, неотъемлемая частью музея Вестерботтена. Он фактически представляет собой совокупность исторических построек. Музей организует различные мероприятия для демонстрации того, как Вестерботтен выглядел в разные периоды своей истории. Дома, которые можно осматривать в Гамле, представляют собой здания из разных частей страны: среди них есть церковь, усадьбы, мельница, дом XVIII века, школа, кузница и ряд лагерей саамов. Летом в музее под открытым небом выставляются шведские аборигенные породы лошадей, коров, овец, свиней и кур. Среди повседневной деятельности музея, доступной для обозрения посетителями, — вспенивание масла, выпечка хлеба, различные ремёсла и промыслы. Хозяйства открыты для просмотра с середины июня до конца августа, а также во время ежегодного рождественского базара. Область на открытом воздухе открыта для посетителей.
Название Gammlia основано на Gamli — названии, которое победило в конкурсе на лучшее название для музея, который историческое общество организовало вместе с завершением строительства музея. Gamli — парафраз слов «den gamla liden» («старый склон»).

## История
Вестерботтенское антикварное общество, основанное в 1882 году, приняло решение на заседании в январе 1886 года, что «складское помещение для музея древностей будет основано в Умео». Сначала оно было размещено в собственности Ульбергска — там, где ныне расположен квартал Тор на улице Сторгатан. Коллекция объектов южного отдела была полностью уничтожена пожаром в Умео 25 июня 1888 года, когда была разрушена большая часть города.
В 1901 году здание переехало в гимназию, которая тогда ещё строилась. В связи с увеличением размера коллекции музей затем переехал в большой склад в порту города в 1911 году. С самого начала местное историческое общество, которое было сформировано в 1919 году, работало над строительством музейного здания в районе Гамла. Строительство было завершено в 1939 году.
Между 1921 и 1990 годами разные старые здания из провинции Вестерботтен были перемещены в этот район. По первоначальному плану в экспозиции должны были быть представлены две отдельных фермы — с севера и юга провинции, но по причине высокой стоимости вместо этого было решено собрать некоторые здания с севера и некоторые с юга Вестерботтена и представить их как одну ферму.
В 1928 году был открыт лыжный музей около башни для прыжков с трамплина в зоне отдыха Fiskartorpet в Нора Юргорден в Стокгольме. В 1963 году его коллекция, однако, была перемещена в Музей лыж Швеции под Умео. Одним из экспонатов музея являются лыжи, считающиеся старейшими в мире из сохранившихся.
Главное здание музея Вестерботтена по проекту архитектора Бенгта Ромара было построено в 1943 году.
После этого музей был расширен в несколько раз: Музей рыбалки и моря был основан в 1976 году, а одна из крупнейших реконструкций в 1981 году сделала возможным создание Bildmuseet’а (буквально «музей картин») — музея современного искусства в Университете Умео, — который был включён в его состав. В 2012 году Bildmuseet переехал в новое здание — в кампус искусства, и музей Вестерботена получил, таким образом, возможность расшириться за счет его прежних помещений.
Логотип музея состоит из репродукции бронзового браслета, обнаруженного на саамском кладбище в Варгвикене, рядом с рекой Виндель.
С 1960 года музей сотрудничает со шведским этнологом и фотографом Суне Йонссоном, ввиду чего в экспозиции музея имеется множество фотографий, сделанных учёным с 1950-х по 1990-е годы.